# Persone di cognome Berti
| Questa pagina contiene informazioni ricavate automaticamente dalle voci biografiche con l'ausilio del template Bio e di un bot. L'aggiornamento è periodico e automatico e ricostruisce completamente la pagina. Se manca una persona in questa lista, sei pregato di non aggiungerla, ma accertati piuttosto che la sua voce biografica contenga il template Bio e che i dati anagrafici siano correttamente compilati. Se il template Bio manca, inseriscilo tu stesso o, in alternativa, metti l'avviso {{tmp\|Bio}} che ne segnala la mancanza. Se i dati riportati sono sbagliati, correggi direttamente la voce biografica; le modifiche saranno visibili in questa lista entro pochi giorni. Per chiarimenti vedi il progetto biografie. La lista contiene solo le 47 persone che sono citate nell'enciclopedia e per le quali è stato implementato correttamente il template Bio. Pagina aggiornata al 3 nov 2022. |

Questa è una lista di persone presenti nell'enciclopedia che hanno il cognome Berti, suddivise per attività principale.

## Allenatori di calcio(1)
- Attilio Berti, allenatore di calcio e ex calciatore italiano (Valdagno, n.1950)

## Archeologi(1)
- Graziella Berti, archeologa italiana (Lucca, n.1929 - Pisa, † 2013)

## Arcieri(1)
- Ferruccio Berti, arciere italiano (Torino, n.1953)

## Attori(2)
- Aldo Berti, attore italiano (Firenze, n.1936 - Rignano sull'Arno, † 2010)
- Ettore Berti, attore italiano (Treviso, n.1870 - Milano, † 1940)

## Avvocati(2)
- Giorgio Berti, avvocato, giurista e accademico italiano (Trecenta, n.1927 - Milano, † 2007)
- Maria Luisa Berti, avvocato e politico sammarinese (Città di San Marino, n.1971)

## Calciatori(2)
- Gláuber, ex calciatore brasiliano (São José do Rio Preto, n.1983)
- Nicola Berti, ex calciatore italiano (Salsomaggiore Terme, n.1967)

## Cestisti(2)
- Matteo Berti, cestista italiano (Padova, n.1998)
- Simone Berti, cestista italiano (Firenze, n.1985)

## Critici letterari(1)
- Luigi Berti, critico letterario, poeta e scrittore italiano (Rio Marina, n.1904 - Milano, † 1964)

## Dirigenti sportivi(1)
- Gianluca Berti, dirigente sportivo e ex calciatore italiano (Firenze, n.1967)

## Filosofi(1)
- Enrico Berti, filosofo italiano (Valeggio sul Mincio, n.1935 - Padova, † 2022)

## Generali(1)
- Mario Berti, generale italiano (La Spezia, n.1881 - La Spezia, † 1964)

## Giornalisti(4)
- Beppe Berti, giornalista italiano (Carrara, n.1926 - Roma, † 2010)
- Lodovico Berti, giornalista, politico e avvocato italiano (Bologna, n.1818 - Bologna, † 1897)
- Matteo Berti, giornalista e conduttore televisivo italiano (Prato, n.1977)
- Riccardo Berti, giornalista italiano (Prato, n.1946 - Firenze, † 2010)

## Maratoneti(1)
- Artidoro Berti, maratoneta italiano (Pistoia, n.1920 - Iano, † 2005)

## Matematici(1)
- Gasparo Berti, matematico, fisico e astronomo italiano (Mantova, n.1600 - Roma, † 1643)

## Medici(1)
- Renzo Berti, medico e politico italiano (Pistoia, n.1957)

## Nobili(2)
- Bellincione Berti, nobile italiano
- Gualdrada Berti, nobildonna italiana

## Pallavolisti(1)
- Beatrice Berti, pallavolista italiana (Padova, n.1996)

## Pittori(2)
- Antonio Berti, pittore italiano (Faenza, n.1830 - Faenza, † 1912)
- Vinicio Berti, pittore e illustratore italiano (Firenze, n.1921 - Firenze, † 1991)

## Politici(9)
- Antonio Berti, politico italiano (Venezia, n.1812 - Venezia, † 1879)
- Antonio Berti, politico italiano (Foggia, n.1922)
- Francesco Berti, politico italiano (Livorno, n.1990)
- Gian Nicola Berti, politico e tiratore a volo sammarinese (n.1960)
- Gian Luigi Berti, politico e avvocato sammarinese (Città di San Marino, n.1930 - Città di San Marino, † 2014)
- Giuseppe Berti, politico italiano (Napoli, n.1901 - Roma, † 1979)
- Giuseppe Berti, politico italiano (Mortara, n.1899 - † 1979)
- Pietro Berti, politico e medico sammarinese (Città di San Marino, n.1967)
- Silvio Berti, politico e avvocato italiano (Rocca San Casciano, n.1856 - Fiuggi, † 1930)

## Poliziotti(1)
- Luigi Berti, poliziotto italiano (Prignano sulla Secchia, n.1828 - Roma, † 1890)

## Saggisti(1)
- Domenico Berti, saggista, politico e accademico italiano (Cumiana, n.1820 - Roma, † 1897)

## Schermidori(1)
- László Berti, schermidore ungherese (Budapest, n.1875 - Budapest, † 1952)

## Scrittori(1)
- Giordano Berti, scrittore e artista italiano (Bologna, n.1959)

## Scultori(1)
- Antonio Berti, scultore e medaglista italiano (San Piero a Sieve, n.1904 - Sesto Fiorentino, † 1990)

## Storici dell'arte(1)
- Luciano Berti, storico dell'arte italiano (Firenze, n.1922 - Firenze, † 2010)

## Tenori(1)
- Marco Berti, tenore italiano (Como, n.1962)

## Teologi(1)
- Giovanni Lorenzo Berti, teologo e letterato italiano (Seravezza, n.1696 - Pisa, † 1766)

## Tiratori a volo(1)
- Gian Marco Berti, tiratore a volo sammarinese (San Marino, n.1982)